# Acrapex mediopuncta
Acrapex mediopuncta is een vlinder van de familie van de uilen (Noctuidae). De wetenschappelijke naam van deze soort is voor het eerst voorgesteld als Poecopa mediopuncta door John Bowden in een publicatie uit 1956.

## Verspreiding
De soort komt voor in het Afrotropisch gebied waaronder Ghana, Kameroen, Congo-Brazzaville, Congo-Kinshasa en Oeganda.

## Waardplanten
De rups leeft op diverse soorten van de grassenfamilie (Poaceae) waaronder Hemarthria compressa, Cenchrus purpureus, Setaria megaphylla en Sorghum bicolor ssp verticilliflorum.